# Brita Sofia Hesselius
Brita Sofia Hesselius (1801–1866) byla švédská fotografka a daguerrotypistka. Patřila mezi první profesionální fotografky ve své zemi.

## Životopis
Hesselius se narodila ve farnosti Alster v obci Karlstad jako dcera státního inspektora Olofa Hesseliuse, a Anny Katariny Romanové. Od roku 1845 do roku 1853 vedla dívčí školu v Karlstadu. Souběžně působila ve fotografickém studiu daguerrotypie. Jako taková byla první profesionální fotografkou ve své zemi: před Hedvigou Söderström, první fotografkou, která v roce 1857 otevřela studio ve Stockholmu, o které se dlouho věřilo, že je první, a před Marií Kinnbergovou, která fotografovala jako asistentka a studentka Bendixena a Adolpha Meyera v Göteborgu v roce 1851.
Hesselius byla jednou z prvních profesionálních fotografek ve Švédsku vůbec, ale několik let poté, co v roce 1841 Johan Adolf Sevén otevřel první fotografické studio ve Švédsku, a jedna z prvních profesionálních fotografek na světě, aktivní pouze krátce po německé fotografce Bertě Wehnert-Beckmannové.
Hesselius také malovala portréty olejovými barvami. V roce 1853 přestěhovala svůj ateliér a školu do Stockholmu. Nakonec se usadila ve Francii, kde zemřela v Mentonu.